# 1000 mm-es nyomtávolság
Az 1000 mm-es nyomtávolság vagy más néven a méteres nyomtávolság egy vasúti nyomtávolság, amelynél a két sínszál közötti távolság 1000 mm (egy méter).

## Alkalmazása
Ez a nyomtávolság a világon kb. 95 ezer kilométeres hosszban épült ki. Történelmi okokból olyan európai gyarmati hatalmak használták, mint például a francia, a brit vagy a német birodalom. Európában a nagyméretű hálózatok továbbra is használatban vannak Svájcban, Észak-Spanyolországban és számos városi villamossal rendelkező városban. A franciaországi, a németországi és a belga 1000 mm-es vasútvonalak többsége a 20. század közepéig bezárt. A városi vasúti közlekedés újjáéledésével azonban néhány városban ismét 1000 mm-es nyomtávolságú városi vasutakat hoztak létre, míg más városokban a korábbi méteres nyomtávolságot a normál nyomtávolság váltotta fel.
A leghosszabb méteres nyomtávolságú vasúthálózattal Argentína rendelkezik, a méteres nyomtávolságú vonalak hossza 11 080 km. Magyarországhoz legközelebb Szlovákiában találunk ilyen vasútvonalakat.

## Képgaléria

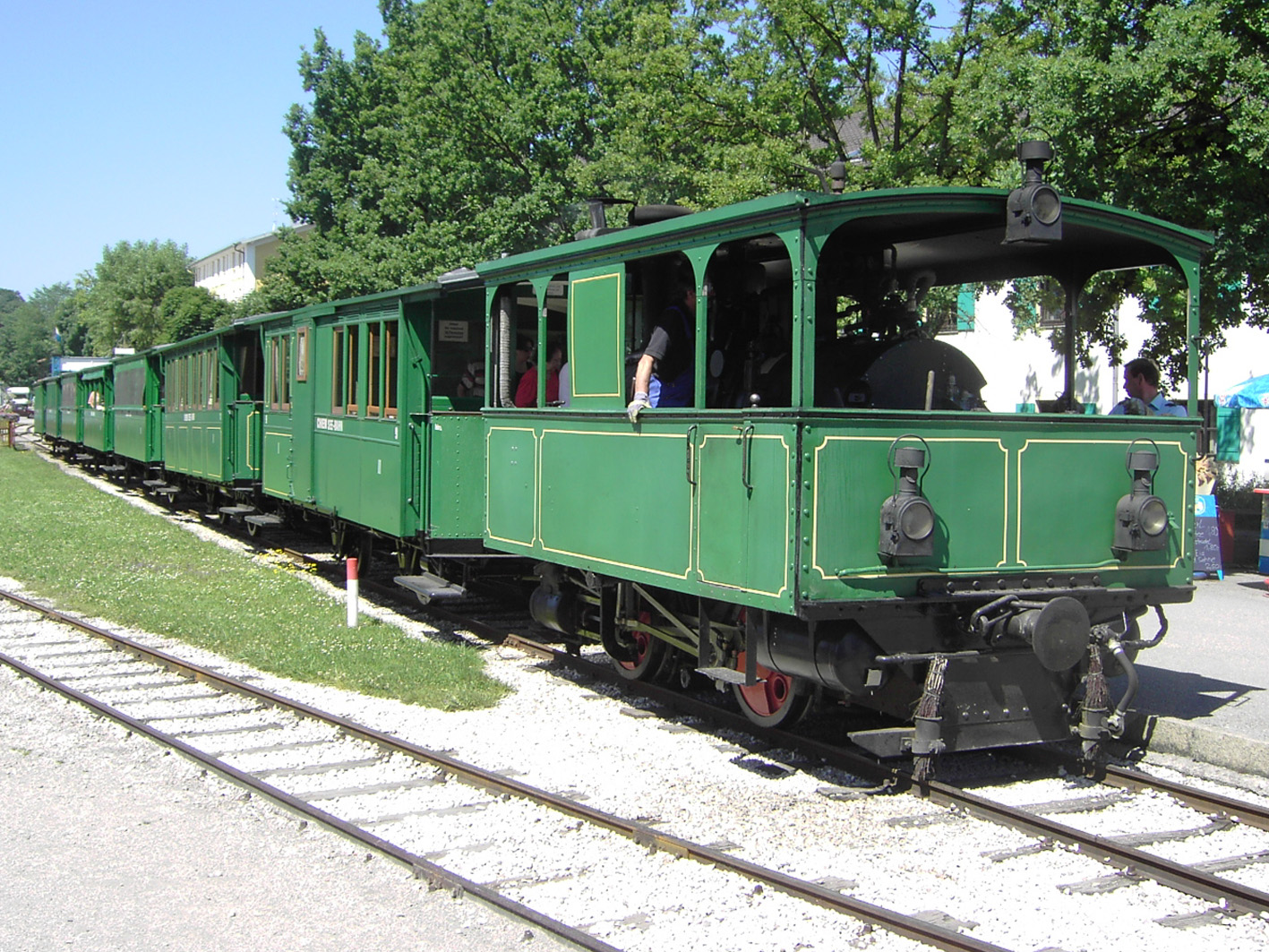
A Chiemsee-Bahn Németországban
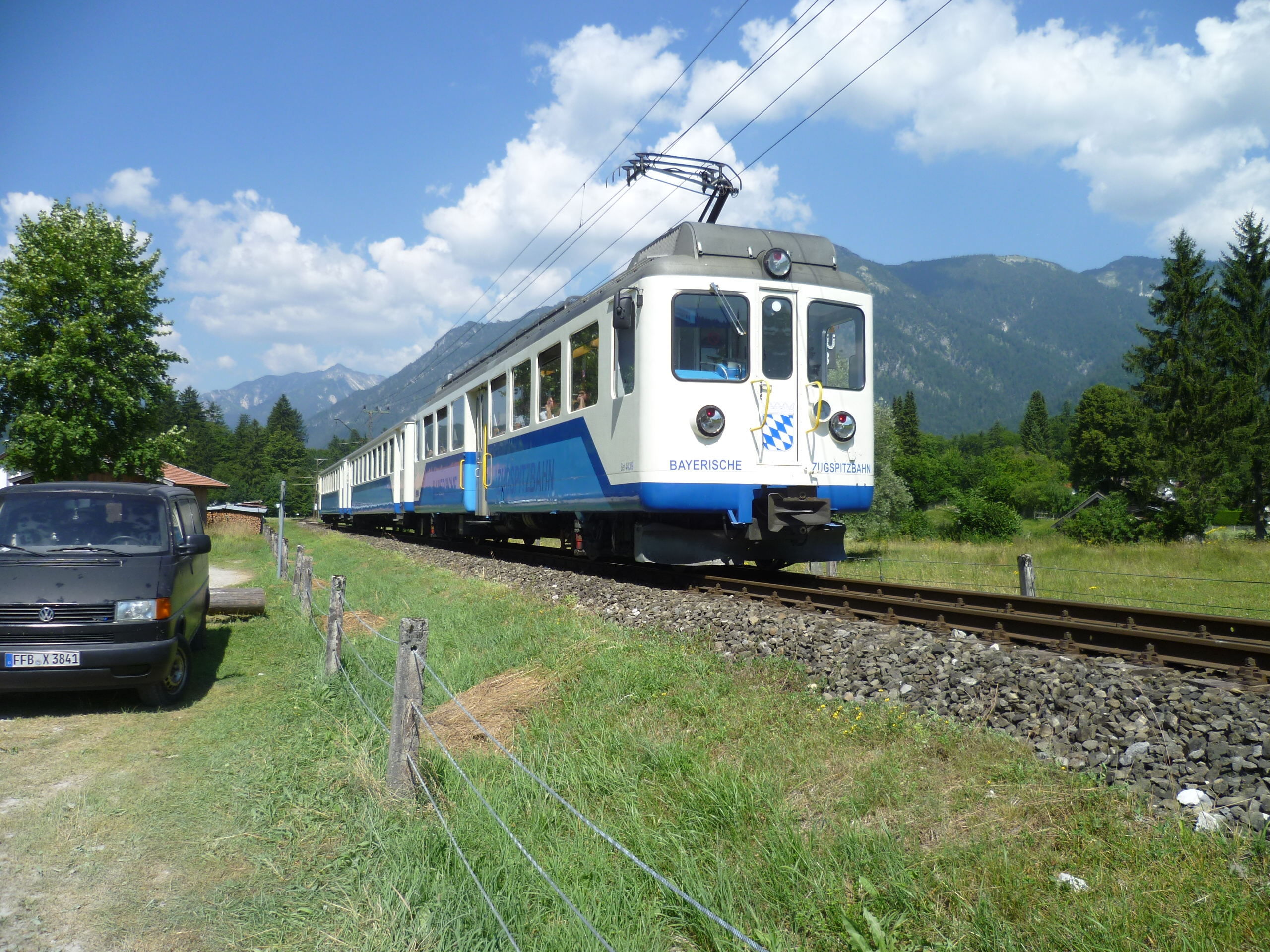
A Bayerische Zugspitzbahn Németországban
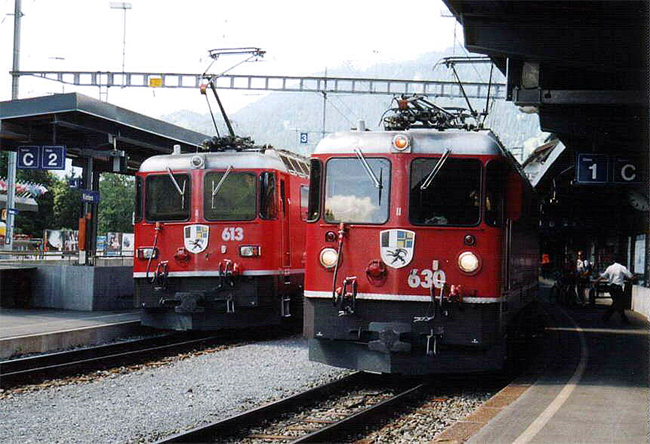
RhB mozdonyok Svájcban
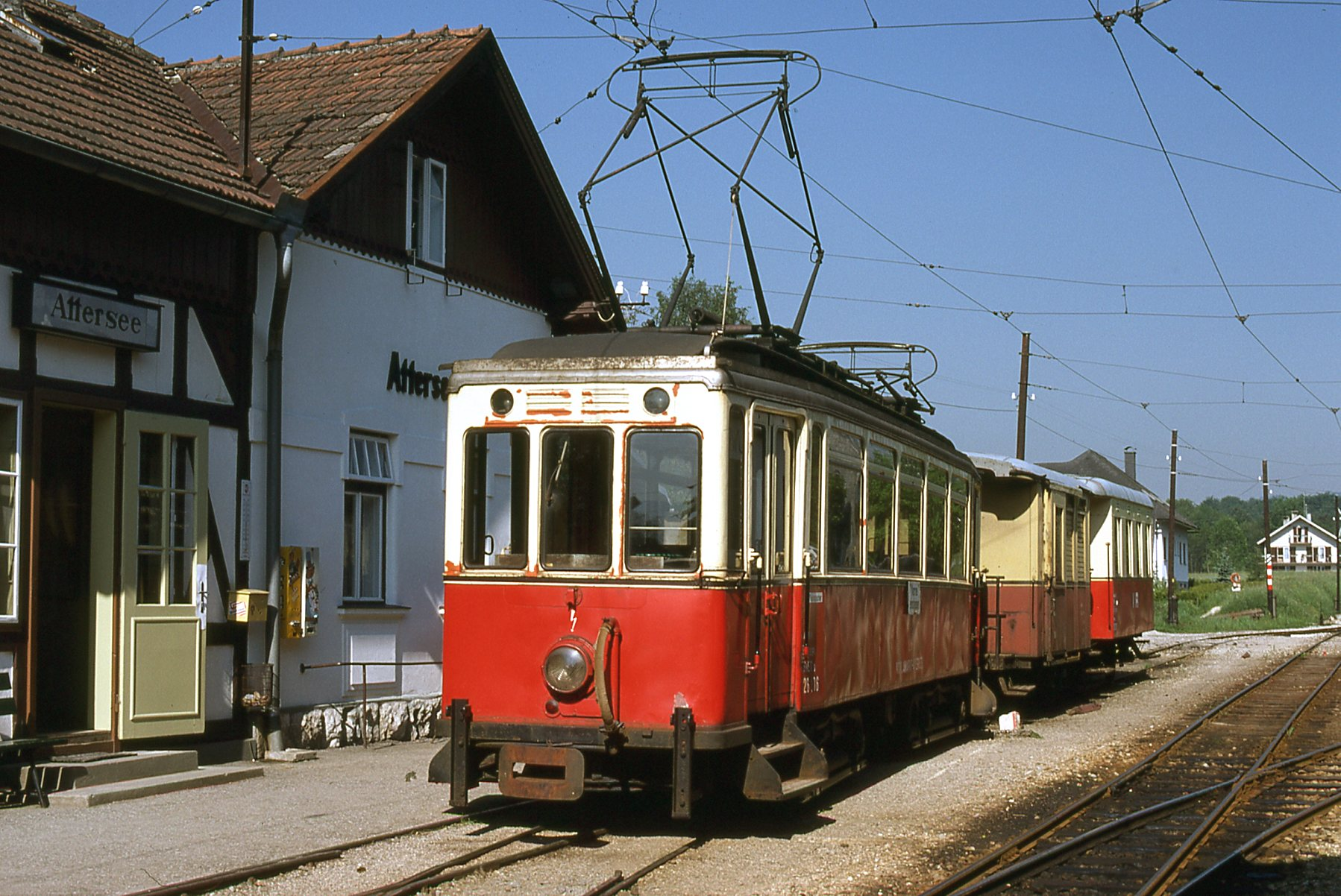
Az Atterseebahn Ausztriában
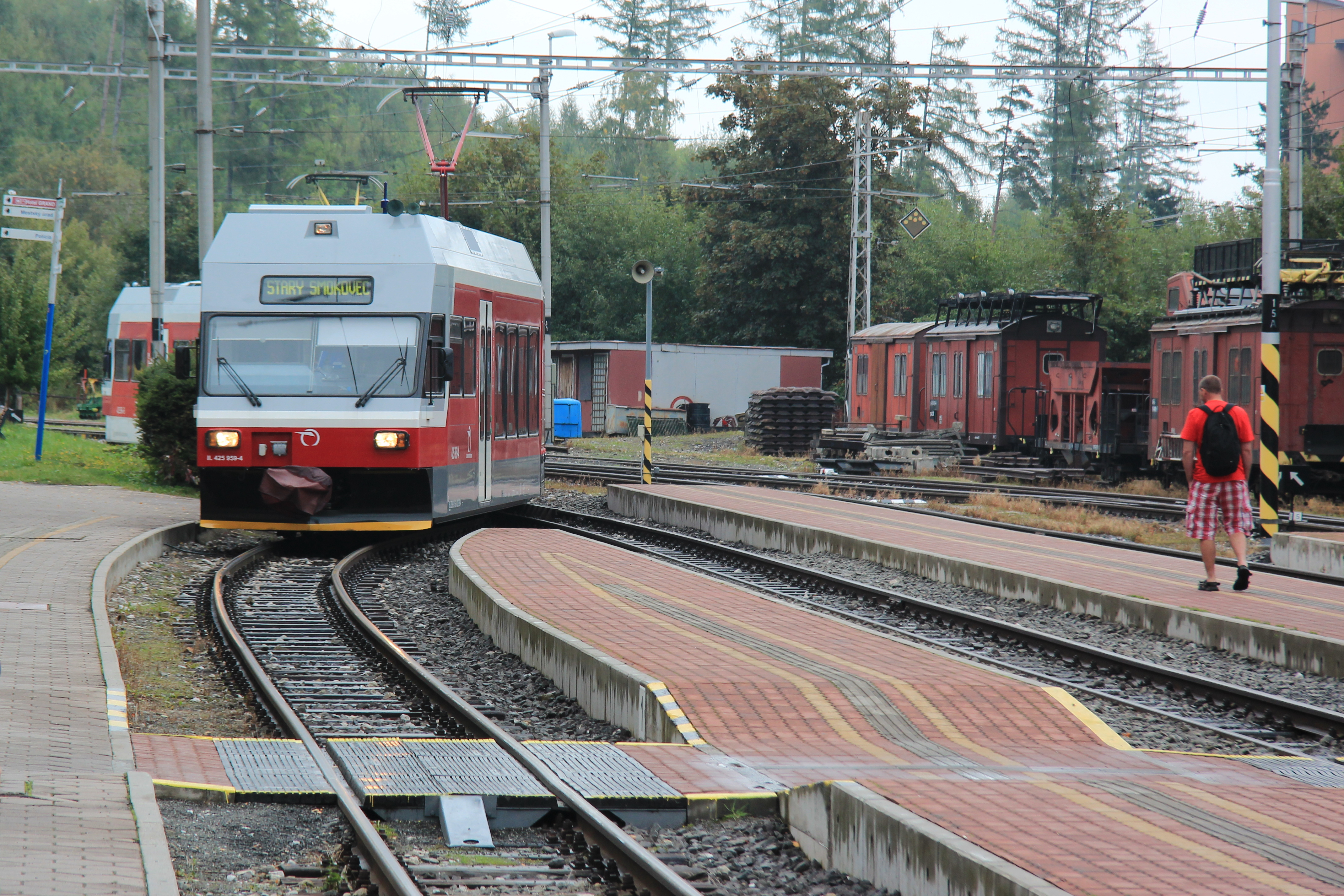
A Tátrai villamosvasút Szlovákiában

## Sebességrekord
2010. december 20-án egy RhB ABe 8/12 sorozatú motorvonat Svájcban elérte a 145 km/h sebességet, mely egy új sebességrekord a méteres nyomtávú vonatok között.